# جوناثان هولمز
جوناثان هولمز (بالإنجليزية: Jonathan Holmes)‏ هو مخرج بريطاني، ولد في 28 أكتوبر 1975.

## وصلات خارجية
- جوناثان هولمز على موقع IMDb (الإنجليزية)